# 诺福克岛鸽

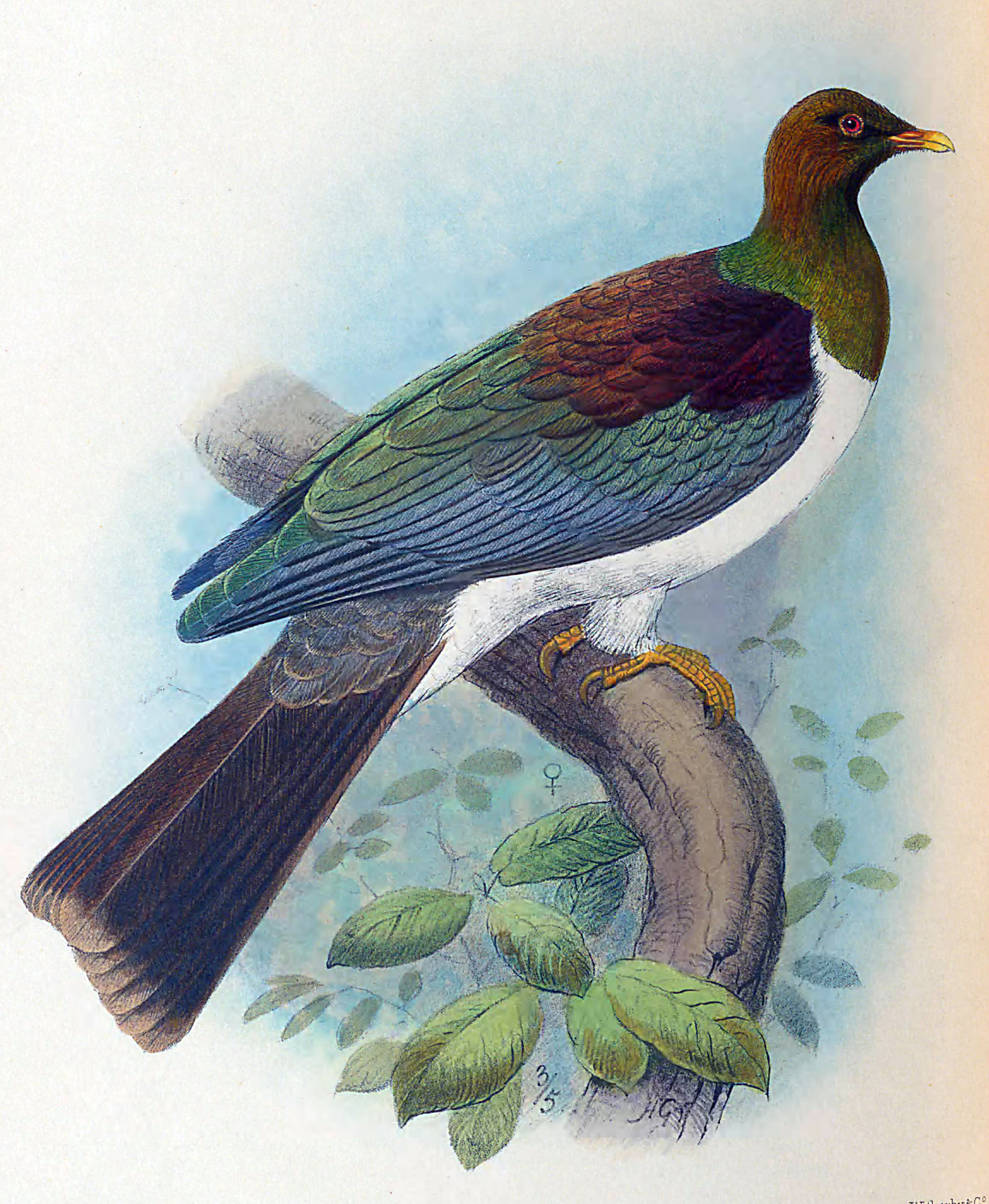
Henrik Gronvold绘制的诺福克岛鸽

诺福克岛鸽（学名：Hemiphaga novaeseelandiae spadicea）有时亦被称作伍德鸠（Wood quest）。是新西兰鸠的一个亚种，为诺福克岛的特有亚种。于20世纪灭绝。早期的记录证实了这种鸟的存在，但其的习性不明。根据其他亚种的习性推断，它们可能以植物的果实为食。
诺福克岛鸽灭绝的原因是由于猫、黄鼠狼的入侵造成的，欧洲殖民者对其栖息地的破坏和对其过度的猎杀亦是原因之一。波利尼西亚人也会狩猎诺福克岛鸽。当欧洲殖民者登陆诺福克岛后，将诺福克岛鸽和其他鸟类作为他们的食物来源。于殖民军官道登·威廉·贝斯特·阿贝尔（Abel Dottin William Best）少尉的记录中，诺福克岛鸽于1838年仍然很普遍，随后数量开始下降。最后一次目击发生于1901年。
于1971年2月24日，诺福克岛政府发行了诺福克岛鸽的邮票以对其进行纪念。